# Phare de Skor
Le phare de Skor (islandais : Skorviti) est un phare situé au pied des falaises de Skorahlíðar, dans la région des Vestfirðir.